# 市原市の中学校一覧
市原市の中学校一覧（いちはらしのちゅうがっこういちらん）では、日本の千葉県市原市に所在する中学校を列挙し解説する。

## 公立中学校
市原市には2022年（令和4年）4月1日現在、県立中学校は存在なく、市立中学校は21校存在している。このうち市原市立加茂中学校では2013年（平成25年）4月1日より小中一貫教育を実施している。また、2023年（令和5年）3月31日をもって市原市立八幡東中学校が閉校となった。

### 一覧

#### 現存
- 市原市立姉崎中学校
- 市原市立姉崎東中学校
- 市原市立有秋中学校
- 市原市立八幡中学校
- 市原市立菊間中学校
- 市原市立市原中学校
- 市原市立五井中学校
- 市原市立若葉中学校
- 市原市立国分寺台中学校
- 市原市立国分寺台西中学校
- 市原市立東海中学校
- 市原市立千種中学校
- 市原市立三和中学校
- 市原市立双葉中学校
- 市原市立市東中学校
- 市原市立湿津中学校
- 市原市立辰巳台中学校
- 市原市立南総中学校
- 市原市立加茂中学校
- 市原市立ちはら台南中学校
- 市原市立ちはら台西中学校

#### 休校・閉校・廃校
- 五井町立千種中学校〈初代〉
- 三和町立市西中学校
- 三和町立養老中学校
- 三和町立海上中学校
- 南総町立内田中学校
- 加茂村立高滝中学校
- 加茂村立里見中学校
- 加茂村立富山中学校
- 加茂村立白鳥中学校
- 加茂村立月出中学校
- 市原市立牛久中学校
- 市原市立戸田中学校
- 市原市立鶴舞中学校
- 市原市立平三中学校
- 市原市立八幡東中学校

### 各校の規模
各校の2022年（令和4年）5月1日現在の情報は以下の通りである。
| 地区       | 学校名     | 生徒数 | 学級数   | 前年比 | 校舎面積 | 学区面積  | 学区人口 |
| ---------- | ---------- | ------ | -------- | ------ | -------- | --------- | -------- |
| 姉崎・有秋 | 姉崎       | 298名  | 11学級   | -20    | 6,631m2  | 14.658km2 | 14,356人 |
| 姉崎・有秋 | 姉崎東     | 178名  | 8学級    | 0      | 4,683m2  | 1.285km2  | 9,155人  |
| 姉崎・有秋 | 有秋       | 359名  | 13学級   | -15    | 7,033m2  | 16.595km2 | 15,627人 |
| 市原       | 八幡       | 584名  | 20学級   | +46    | 6,573m2  | 9.389km2  | 14,725人 |
| 市原       | 八幡東     | 77名   | 5学級    | -17    | 4,455m2  | 0.997km2  | 5,034人  |
| 市原       | 菊間       | 113名  | 7学級    | -8     | 4,479m2  | 4.934km2  | 10,374人 |
| 市原       | 市原       | 137名  | 8学級    | +14    | 4,342m2  | 7.212km2  | 9,374人  |
| 五井       | 五井       | 837名  | 27学級   | -31    | 7,089m2  | 14.207km2 | 28,568人 |
| 五井       | 若葉       | 302名  | 11学級   | -18    | 4,012m2  | 6.015km2  | 16,803人 |
| 五井       | 国分寺台   | 306名  | 11学級   | -4     | 4,626m2  | 2.716km2  | 24,800人 |
| 五井       | 国分寺台西 | 394名  | 14学級   | +12    | 5,211m2  | 2.202km2  | 24,800人 |
| 五井       | 東海       | 69名   | 4学級    | -12    | 2,776m2  | 11.275km2 | 6,445人  |
| 五井       | 千種       | 394名  | 14学級   | -36    | 4,772m2  | 9.981km2  | 13,772人 |
| 三和       | 三和       | 104名  | 5学級    | -23    | 3,889m2  | 41.717km2 | 8,929人  |
| 三和       | 双葉       | 228名  | 9学級    | +22    | 5,684m2  | 12.727km2 | 13,402人 |
| 市津       | 市東       | 49名   | 5学級    | -2     | 3,176m2  | 24.878km2 | 5,343人  |
| 市津       | 湿津       | 128名  | 7学級    | +9     | 3,421m2  | 25.414km2 | 8,542人  |
| 辰巳台     | 辰巳台     | 486名  | 17学級   | -31    | 5,849m2  | 5.399km2  | 11,618人 |
| 南総       | 南総       | 231名  | 10学級   | -25    | 5,940m2  | 66.810km2 | 15,355人 |
| 加茂       | 加茂       | 45名   | 4学級    | -5     | 4,428m2  | 85.677km2 | 5,271人  |
| ちはら台   | ちはら台南 | 748名  | 24学級   | -12    | 6,336m2  | 2.12km2   | 26,685人 |
| ちはら台   | ちはら台西 | 450名  | 15学級   | +12    | 5,124m2  | 1.56km2   | 26,685人 |
| 全体       | 平均       | 296名  | 11.3学級 | -6.5   | 5,024m2  | 16.716km2 | 13,208人 |

## 私立中学校
現在は存在しない。